# Starship (band)
Starship is een Amerikaanse band met zes leden.
Toen Paul Kantner in 1984 de band Jefferson Starship, voorheen ook bekend als Jefferson Airplane, verliet, werd de bandnaam in 1985 om juridische redenen gewijzigd in "Starship". Er zijn verscheidene wisselingen van bandleden geweest.
De band heeft vier studioalbums uitgebracht: Knee Deep in the Hoopla (1985), No Protection (1987), Love Among the Cannibals (1989) en Loveless Fascination (2013). Grote hits van de band zijn "Nothing's Gonna Stop Us Now", "Sara" en "We Built This City".

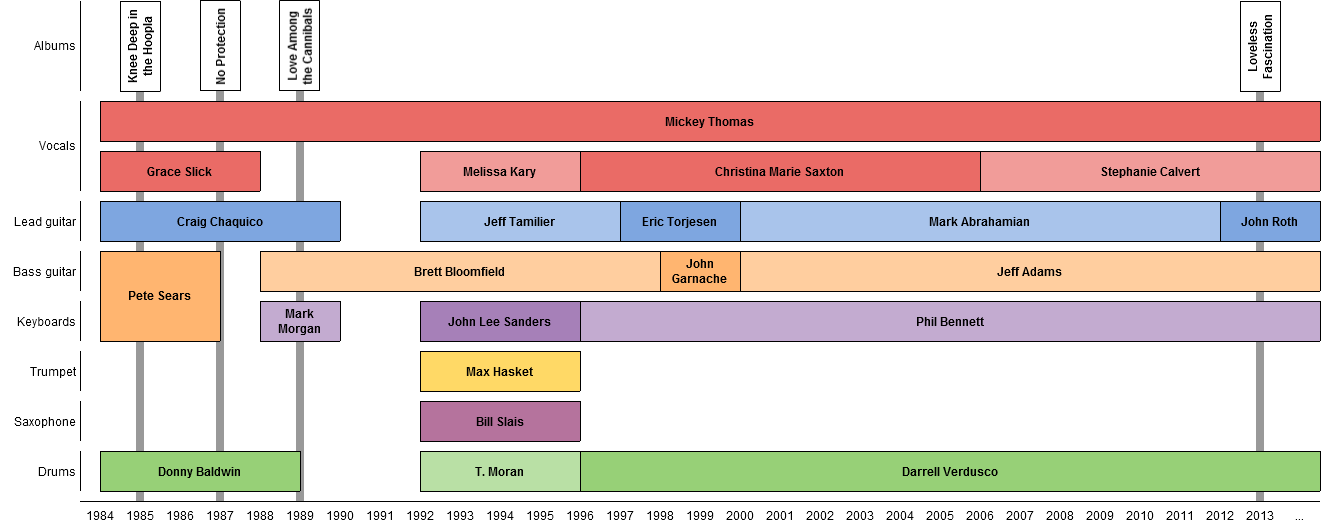
wisselingen van de bezetting van de band

## Discografie

### Albums
| Album met eventuele hitnotering(en) in de Nederlandse Album Top 100 | Datum van verschijnen | Datum van binnenkomst | Hoogste positie | Aantal weken | Opmerkingen |
| ------------------------------------------------------------------- | --------------------- | --------------------- | --------------- | ------------ | ----------- |
| Knee Deep in the Hoopla                                             |                       | 15-02-1986            | 34              | 10           |             |
| No Protection                                                       |                       | 11-07-1987            | 39              | 8            |             |

### Singles
| Single met eventuele hitnotering(en) in de Nederlandse Top 40 | Datum van verschijnen | Datum van binnenkomst | Hoogste positie | Aantal weken | Opmerkingen |
| ------------------------------------------------------------- | --------------------- | --------------------- | --------------- | ------------ | ----------- |
| We Built This City                                            |                       | 21-12-1985            | 24              | 6            |             |
| Sara                                                          |                       | 15-03-1986            | 30              | 4            |             |
| Nothing's Gonna Stop Us Now                                   |                       | 04-04-1987            | 5               | 13           |             |

| Single met hitnotering(en) in de Vlaamse Ultratop 50 | Datum van verschijnen | Datum van binnenkomst | Hoogste positie | Aantal weken | Opmerkingen |
| ---------------------------------------------------- | --------------------- | --------------------- | --------------- | ------------ | ----------- |
| We Built This City                                   |                       | 28-12-1985            | 17              | 8            |             |
| Sara                                                 |                       | 22-02-1986            | 21              | 6            |             |
| Nothing's Gonna Stop Us Now                          |                       | 04-04-1987            | 5               | 13           |             |

### NPO Radio 2 Top 2000
| Nummers met noteringen in de NPO Radio 2 Top 2000 | '00  | '01  | '02  |
| ------------------------------------------------- | ---- | ---- | ---- |
| Nothing's Gonna Stop Us Now                       | 1573 | -    | -    |
| We Built This City                                | 1301 | 1713 | 1577 |

1. ↑  Een '-' betekent dat het nummer niet was genoteerd en een vetgedrukt getal geeft de hoogste notering van een nummer aan.
2. ↑  2000 was het eerste jaar met een notering voor Starship.
3. ↑  Deze tabel is bijgewerkt tot en met de laatste editie (2024).

- Bibliothèque nationale de France: cb13925574p (data)
- Gemeinsame Normdatei: 5526856-0
- International Standard Name Identifier: 0000 0001 1512 9542
- Library of Congress Control Number: n92030288
- MusicBrainz: fbf445c0-11ae-4d3e-af1a-c6e2783e447c
- Nationale Bibliotheek van Tsjechië: xx0014748
- Nationale bibliotheek van Australië: 36017724
- Nationale Bibliotheek van Israël: 987008985080705171
- Nationale Bibliotheek van Polen: a0000002212823
- Système universitaire de documentation: 158167619
- Virtual International Authority File: 132673892